# ميلبروك (بيدفوردشير)
ميلبروك (بالإنجليزية: Millbrook, Bedfordshire)‏ هي قرية و أبرشية مدنية تقع في المملكة المتحدة في بيدفوردشير. يقدر عدد سكانها بـ 130 نسمة .

## أعلام
- أولدفيلد توماس